# NGC 1538
NGC 1538 è una galassia a spirale situata nella costellazione dell'Eridano, a una distanza di circa 384 milioni di anni luce dalla nostra Via Lattea.

## Scoperta
La galassia è stata scoperta il 31 dicembre 1885 dall'astronomo statunitense Ormond Stone.

## Descrizione
Tradizionalmente NGC 1538 è stata identificata con la galassia IC 2047 osservata il 20 gennaio 1900 dall'astronomo statunitense Herbert Alonzo Howe. È possibile però che l'oggetto osservato da Howe sia in realtà la galassia lenticolare IC 2045, che si trova nella stessa regione di cielo. L'attribuzione è pertanto considerata dubbia.